# هارولد وير
هارولد وير (بالإنجليزية: Harold Ware)‏ هو فلاح أمريكي، ولد في 1889 في وودستاون في الولايات المتحدة، وتوفي في 1935 بسبب حادث مرور.